# Francisco Adolfo Cabrera
Francisco Adolfo Cabrera (Mendoza, 16 de agosto de 1955) es un empresario y político argentino perteneciente a Propuesta Republicana (PRO). Fue ministro de Producción de la República Argentina entre 2015 y 2018. Luego se desempeñó como presidente del Banco de Inversión y Comercio Exterior (BICE) y asesor ad-honorem del Presidente de la Nación Argentina. Anteriormente fue Ministro de Desarrollo Económico de la Ciudad Autónoma de Buenos Aires entre 2007 y 2015.

## Biografía

### Comienzos y actividad empresaria
Recibido en Superior de Economía y Administración de Empresas (ESEADE). Fue director Ejecutivo del diario La Nación e integró el directorio de los diarios Los Andes de Mendoza y La Voz del Interior de Córdoba.ambos propiedad del Grupo Clarín. Durante los 90 tras la privatización de las jubilaciones 
fue director ejecutivo de la compañía Máxima AFJP y CEO de la misma.
 al crédito que el BICE le otorgó a la aceitera Vicentin, envuelta en un escándalo por los desembolsos de dinero que le hicieron entidades públicas, entre ellas, el Banco Nación.

### Actividad política
Formó parte de la Unión Para la Apertura Universitaria del partido Unión del Centro Democrático (UCeDé) de Álvaro Alsogaray.
En 2008 se une a la Fundación Pensar, un think tank político que presidió entre 2010 y 2019.fundación dijo que son financiados por "aportes privados", pero se negó a revelar detalles sobre quiénes sostienen la estructura. Algunos analistas consideran que, el fin subyacente de la fundación es recibir todos los aportes privados que el PRO, —dadas las leyes de financiamiento político y de campañas—, no puede recibir en forma directa".

### Ministro de Desarrollo Económico de la Ciudad de Buenos Aires
El 10 de diciembre de 2007 fue nombrado Ministro Desarrollo Económico de la Ciudad de Buenos Aires. En 2013 se presentó una denuncia contra Cabrera y varios funcionarios porteños entre ellos involucró a la jefa del bloque del PRO porteño Carmen Polledo y su esposo Fernando Polledo Olivera, quien es presidente de Centro Costa Salguero SA. Según la denuncia dichas empresas en virtud de sus cercanías al oficialismo serían beneficiadas con un canon irrisorio por utilizar terrenos públicos pertenecientes a la Ciudad.
 2015 la justicia argentina determino que existía un plan para incinerar  el depósito, y promover la desaparición de documentos sensibles. Entre los papeles incendiados había nombres y documentos de Francisco Adolfo Cabrera, y del Banco HSBC, la entidad perdió en el fuego más de 25 mil cajas que llevaban el rotulo de "lavado de dinero". Muchos de esos documentos, junto con otras pruebas, fueron siendo investigados por la Unidad de Información Financiera (UIF).

 En 2019 se filtró en la prensa Gobierno de Mauricio Macri colaboró con el pago de indemnizaciones por despido de trabajadores en una empresa con vínculos con Francisco Cabrera, exministro de Producción, con quien había firmado un importante contrato para la construcción de torres eólicas para beneficiarse. El diputado Facundo Di Filippo, pidió que se lo investigue el “posible delito de defraudación por administración fraudulenta” y acusaron al ministro de Desarrollo Económico, Francisco Adolfo Cabrera y al director de Concesiones, Gabriel Astarola por corrupción.
 En 2008 Buenos Aires era la segunda jurisdicción nacional con mayor cantidad de empresas radicadas en su territorio (23%) con 137.220 empresas con actividad productiva o comercial en su territorio, desde 2008  se ha registrado una
contracción sostenida en la cantidad de empresas establecidas en la Ciudad, para fines de 2013 la ciudad registraba solo 103.250 número que continuaría bajando a 99302 empresas en 2015
A partir del 10 de diciembre de 2007, y hasta diciembre de 2015 durante el gobierno de Mauricio Macri como Jefe de Gobierno de la Ciudad de Buenos Aires, fue nombrado Ministro Desarrollo Económico de esa ciudad.  El diputado Facundo Di Filippo, pidió que se lo investigue el “posible delito de defraudación por administración fraudulenta” y acusaron al ministro de Desarrollo Económico, Francisco Adolfo Cabrera y al director de Concesiones, Gabriel Astarola por corrupción.
En 2008 Buenos Aires era la segunda jurisdicción nacional con mayor cantidad de empresas radicadas en su territorio(23%) con 137.220 empresas con actividad productiva o comercial en su territorio, desde 2008  se ha registrado una
contracción sostenida en la cantidad de empresas establecidas en la Ciudad, para fines de 2013 la ciudad registraba solo 103.250 empresasCabrera ha sido sindicado en 2011 como responsable de los llamados «contratos basur» –aquellos que carecen de aportes previsionales y sociales dejando al trabajador/a sin cobertura–, empleando personal de la ciudad de Buenos Aires en relación de dependencia en fraude a la legislación laboral vigente y desconociendo el fuero maternal que brinda protección a las trabajadoras embarazadas. Un informe de la Auditoría General de la Ciudad de septiembre de 2015 respecto de todas las irregularidades de la Dirección General de Concesiones, que depende del Ministerio de Desarrollo Económico a cargo de Francisco Cabrera. Al respecto el informe señalaba «Es evidente el actuar discriminatorio del PRO frente a las ocupaciones con fines comerciales por parte de amigos, parientes y socios». A raíz de esto los legisladores del bloque Verde-Alameda, Pablo Bergel y Gustavo Vera, y el legislador (MC) Facundo Di Filippo presentaron una denuncia en la justicia penal contra dichos funcionarios.
El ministro Cabrera, y su subsecretario Ezequiel Sabor, fueron denunciados públicamente por «encubrir las irregularidades de Iron Mountain y otras tantas empresas a las que no se inspecciona», según el ingeniero Edgardo Castro, quien había pedido la clausura del depósito incendiado en Barracas. El diputado también recordó la vinculación del funcionario con el banco HSBC, que tenía documentos archivados en el galpón siniestrado, ya que Cabrera "fue directivo del banco antes de sumarse al gobierno PRO". El gerente operativo de inspecciones del gobierno porteño, Fernando Cohen, admitió en una cámara oculta difundida por el canal informativo C5N, que había llamado por teléfono a funcionarios y a inspectores para frenar clausuras que pretendían realizar a comercios y establecimientos, propiedad de amigos del Jefe de la ciudad. En este sentido, el legislador José Castro señaló que «tanto Cabrera como Sabor tienen responsabilidad en la muerte de los nueve bomberos y un rescatista de Iron Mountain».

### Ministro de Producción de la Nación
El 10 de diciembre de 2015 Cabrera fue designado como Ministro de Producción de la Nación por Mauricio Macri.

En 2020 los ex titulares del Ministerio de la Producción y la Secretaría de Trabajo macristas, bajo las órdenes de Francisco Cabrera primero y Dante Sica después, fueron denunciados un presunto sistema de recaudación ilegal que solo en 2019 habría colectado más de mil millones de pesos. El caso comenzó cuando fue encontrado un sobre con US$10 000  en el despacho del exsecretario de Coordinación del Ministerio de la Producción y Trabajo, Rodrigo Sbarra, destapando un entramado de corrupción macrista de alrededor de mil millones de pesos. Paralelamente se denunció un "desvío sistemático de fondos públicos" a través de la contratación de personas que no cumplían funciones y entregaban el 70 por ciento de lo facturado a una organización vinculada a cambiemos.
Para 2017, el segundo año de su gobierno, el país estaba en el tercer puesto entre los países con mayor déficit externo a nivel mundial, con 31 000 millones de dólares. En la comparación del déficit en relación con el PBI, Argentina se ubica en la quinta posición entre los países con mayor déficit fiscal, solo detrás de Túnez, Senegal, Egipto y Panamá. Argentina se ubicó además como el quinto país del mundo con mayor déficit de cuenta corriente. Sumado el conjunto de déficit de cuenta corriente y déficit público se tiene que Argentina se encuentra actualmente en la cuarta posición en materia de los peores déficit gemelos a nivel mundial, con una pérdida competitiva debido a los aumentos de tarifas y los saltos del tipo de cambio en una economía altamente dolarizada, y que Argentina se encamino en 2016 entre los países de mayor inflación en todo el mundo.
Durante su primer año de gestión la producción industrial con respecto al año 2015 finalizó el año con una disminución de 4,6%. En ese año, según FIEL, se registraron caídas en la producción del sector Textiles (-0.6%), en la producción de Papel y Celulosa (-0.7%), Alimentos y Bebidas (-2.3%), Insumos Químicos y Plásticos (-2.8%) y Petróleo Procesado (-4.5%), Minerales no Metálicos (-5.5%) y Metalmecánica (-6.1%) y Cigarrillos (-11.1%).
Por su parte, la industria siderúrgica, retrocedió 14,2% internanual.
Durante su gestión se produjo una multiplicación de cesantías en el sector privado, la desocupación alcanzó nuevamente los dos dígitos. Las cesantías en el sector privado aumentaron cinco veces. Respecto a las economías regionales un  informe de la Organización Internacional del Vino constató que en Argentina en 2016 la producción de vino se desplomó 35%, la vendimia 2016 fue la peor en 56 años, según datos oficiales, lo que llevó a que bodegas mendocinas importen vino desde Chile. Para 2017 se registró la mayor baja histórica de las exportaciones vitivinícolas, el consumo interno bajó 13,1% contra igual lapso de 2016, registrando el peor consumo en dos décadas. La producción láctea cayó  siendo el peor trimestre en cuanto a desempeño exportador del complejo lácteo en ocho años.
 hablándose de una crisis lechera en 2016 que se extendería incluso en 2018 llegando al cierre de 800 tambos anuales. En el año 2017 la producción anual de bananas en Argentina fue la menor en 40 años. En 2016 se cerraron 460 tambos, la producción de leche en 2016 habría arrojado una caída del 11 % totalizando unos 10.100 millones de litros de leche.
En 2016 y 2017 la producción de peras y manzanas fue la peor de los últimos 10 años y un 15,5% menor al promedio de la última década. En materia de exportaciones, se comerciaron un 9,6% menos de frutas en 2016. Alguna de las mermas más significativas de las economías regionales son las ventas de ciruelas de San Juan (-96,4%), duraznos de Neuquén (-73,2%), peras de Mendoza (-46,7%) y manzanas de Río Negro (-18,2%).
Durante 2016 la inversión extranjera cayó un 50 por ciento, ese año ingresó a Argentina la mitad de inversión extranjera que en 2015 debido a los cambios en la política cambiaria que posibilitaron la salida de dólares. En este sentido hubo ingresos por 6000 millones de dólares en Argentina en 2016, la mitad de lo recepcionado en 2015 y solo un 10 % de lo que le correspondió en 2016 por Brasil, según los datos del informe de la Conferencia de las Naciones Unidas sobre Comercio y Desarrollo. La recesión económica, los bajos precios de los materias primas y el aumento de la inestabilidad monetaria fueron los principales factores macroeconómicos que impactaron negativamente. Se produjo además un éxodo de empresas que se marcharon del país junto con la paralización  de inversiones de.otras como Coca-Cola, Peugeot, Honda, Molinos Cañuelas, Fate, lácteos Verónica, La Suipachense, Carrefour, Zanella, Garbarino, Villa del Sur, Editorial Atlántida, Metalpar y la ex Nidera, mientras que  grandes empresas sufrían pérdidas operativas. Arcor, Molinos Río de la Plata y Mastellone entre otras entraronen procedimientos preventivos de crisis, retiros voluntarios y despidos, achicamiento de horas de trabajo, quiebras y cierres.
El Banco Central citó y emplazó al exministro de Producción, Francisco Cabrera para que comparezca ante ese organismo por supuestas irregularidades vinculadas con su desempeño como presidente del Banco de Inversión y Comercio Exterior (BICE).
Apoyó el proyecto de Ley de Autopartes, una iniciativa del diputado y sindicalista Oscar Romero, sancionada en junio de 2016, que busca fomentar la industria autopartista, facilitando el crédito fiscal a las terminales automotrices, fábricas de camiones y maquinaria agrícola que utilizan piezas producidas en la Argentina.

Durante su primer año de gestión la producción industrial con respecto al año 2015 finalizó el año con una disminución de 4,6%. En ese año, según FIEL, se registraron caídas en la producción del sector Textiles (-0.6%), en la producción de Papel y Celulosa (-0.7%), Alimentos y Bebidas (-2.3%), Insumos Químicos y Plásticos (-2.8%) y Petróleo Procesado (-4.5%), Minerales no Metálicos (-5.5%) y Metalmecánica (-6.1%) y Cigarrillos (-11.1%). Por su parte, la industria siderúrgica, retrocedió 14,2% internanual.
El 21 de abril de 2017 recibió en Madrid la Gran cruz de la Orden de Isabel la Católica. 
Desde su llegada al ministerio se presentaron diversas denuncias desvío sistemático de fondos públicos por valores millonarios, según la fiscalía se habría montado una "estructura paralela" en el ámbito del Ministerio de Producción y Trabajo de la gestión macrista. Durante la gestión de Cabrera y luego Dante Sica se habría montado un sistema de desvío de fondos públicos hasta diciembre del 2019, la investigación comenzó tras el hallazgo por parte de personal de limpieza del ministerio un sobre con 10 mil dólares en la oficina del secretario de Coordinación del Ministerio de Producción. Según la fiscalía los funcionarios Sbarra y Bideberripe fueron "piezas clave" en la estructura de retornos que reportaban a Pérez Rivas, exjefe de Gabinete de Cabrera, primero, y de Sica, después. La mano derecha Cabrera, Diego Bideberripe y Claudio Daniel Giménez oficiaban como valijeros del esquema. Según el fiscal Ercolini a través de  testaferros, Rodrigo Sbarra, vicepresidente de Jóvenes Pro creó al menos dos sociedades anónimas: Desarrollos Digitales Globales SAS y Depuración General Sustentable; ambas le facturaban 24 millones de pesos por mes al Ministerio de la Producción.Durante su paso por el ministerio impulsó la 
Ley de responsabilidad empresaria que según denunciaron varios medios y periodistas tenía como objetivo blindar judicialmente a la empresa brasileña Odebrecht, el diputado Pablo López (FIT) "esta ley es parte de un acuerdo del Gobierno con Odebrecht para salvar a las empresas encubriendo al propio Mauricio Macri y a los exfuncionarios  El propio Macri ordenó sostener la “cláusula transitoria” permitiría poner a resguardo ese y otros negocios de Iecsa ante una eventual confesión de sobornos. Entre los diputados se bautizó a la norma como la Ley Angelo, porque uno de los beneficiarios directos sería Angelo Calcaterra, el primo presidencial, también sería favorecida ería Iecsa, la firma que perteneció al Grupo Socma, pero que hoy posee Marcelo Mindlin, uno de los empresarios favoritos del presidente, ya que Iecsa fue socio de Odebrecht en varios consorcios.
Desde comienzos de 2018 el desempeño de Cabrera había sido criticado por la mesa chica del gobierno, con más intensidad en las últimas semanas antes de la expulsión de Francisco Cabrera y Juan José Aranguren quienes estaban bajo observación. Poco antes de su salida, el 11 de mayo  aseguró ante empresarios, y tras el inicio de las negociaciones con el Fondo Monetario Internacional (FMI) que la crisis cambiaria sería "historia en pocos días", tras ello dólar sufrió una fuerte devaluación pasando ese viernes de 23,7 pesos a 28, el lunes. En el caso del ministro de Producción, un histórico colaborador de Mauricio Macri, las críticas se habían hecho constantes en la propia mesa chica del Presidente, especialmente en María Eugenia Vidal y Horacio Rodríguez Larreta, también criticaban su desempeño aliados del gobierno como Elisa Carrio.
El 16 de junio de 2018 fue  finalmente reemplazado por Dante Sica y nombrado como presidente del Banco de Inversión y Comercio Exterior.
Tras asumir prometió en su discurso una lluvia de inversiones, sus primeras medidas apuntaron a la apertura económica  comercial y la desregulación. En 2016 en su primer año al frente del ministerio la inversión Extranjera Directa en el país se derrumbó un 64 por ciento respecto al año 2015. De acuerdo a los datos de la Comisión Económica para América Latina la inversión extranjera paso de 11.230 millones de dólares en 2015 a 4229 en 2016, siendo la inversión en Argentina la que más se retrajo, seguida por Ecuador (43,7 por ciento).Entre 2016 y 2017 el gobierno de Cambiemos logró captar apenas el 2,5 por ciento del total de la Inversión Extranjera Directa (IED) que llegó a la región y que totalizó 167.043 millones de dólares, mientras que la salida se capitales hasta el segundo semestre de 2017 tuvo un incremento de 28 por ciento respecto a 2016, lo que significó la salida del país de 7677 millones de dólares. Durante su segundo año se observó nuevamente una fuerte caída en la inversión extranjera con el agravante de que de cada cuatro dólares que ingresaron al país en concepto de inversión extranjera fueron destinados al mercado financiero en lugar de a la economía real y la generación de empleo. El déficit de cuenta corriente escaló a 4,8 puntos del PIB, mientras la deuda subió 31 por ciento.La inversión extranjera directa en Argentina registra los niveles más bajos desde la crisis de 2001, cayendo incluso a niveles de la crisis de 1989.
Durante los primeros dos meses de 2017 se fugaron casi 4000 millones de dólares estadounidenses, la suma más grande desde 2003, superando en un 83,9 % al promedio de los últimos quince años, siendo la mayor fuga de capitales desde la crisis de 2001-2002.

### Leyes impulsadas
Cabrera apoyó públicamente la ley de autopartes impulsada por el sindicalista y político Oscar Romero y el Sistema Integral de Monitoreo de Importaciones (SIMI)

Respecto a las economías regionales un informe de la Organización Internacional del Vino constató que en Argentina en 2016 la producción de vino se desplomó 35%, la vendimia 2016 fue la peor en 56 años, según datos oficiales, lo que llevó a que bodegas mendocinas importen vino desde Chile. Para 2017, se registró la mayor baja histórica de las exportaciones vitivinícolas, el consumo interno bajó 13,1% contra igual lapso de 2016, registrando el peor consumo en dos décadas. La producción láctea cayó  siendo el peor trimestre en cuanto a desempeño exportador del complejo lácteo en ocho años.
 hablándose de una crisis lechera en 2016 que se extendería incluso en 2018 llegando al cierre de 800 tambos anuales. En el año 2017 la producción anual de bananas en Argentina fue la menor en 40 años.En los años 2016 y 2017 la producción de peras y manzanas fue la peor de los últimos 10 años y un 15,5% menor al promedio de la última década. En materia de exportaciones, se comerciaron un 9,6% menos de frutas en 2016. Alguna de las mermas más significativas de las economías regionales son las ventas de ciruelas de San Juan (-96,4%), duraznos de Neuquén (-73,2%), peras de Mendoza (-46,7%) y manzanas de Río Negro (-18,2%).
Respecto a la producción de hidrocarburos durante su gestión el país llegó a la más baja producción de crudo desde el año 1990, lo que representó la menor producción en 27 años. Según algunos medios el cambio de orientación con la llegada de Mauricio Macri a la presidencia fue el retorno a la dependencia del crudo importado para el abastecimiento interno. Desde los años 1980, la actividad petrolera no llegaba a niveles tan bajos de extracción en la nación. Mientras que la producción nacional cayó, la importación de crudo aumentó un 326 % en los primeros cinco meses del año 2017 respecto a igual período de 2015. Durante 2016 la inversión extranjera cayó un 50 por ciento, ese año ingresó a Argentina la mitad de inversión extranjera que en 2015 debido a los cambios en la política cambiaria que posibilitaron la salida de dólares. En este sentido hubo ingresos por 6000 millones de dólares en Argentina en 2016, la mitad de lo recepcionado en 2015 y solo un 10 % de lo que le correspondió en 2016 por Brasil, según los datos del informe de la Conferencia de las Naciones Unidas sobre Comercio y Desarrollo.

En el año 2016 la producción industrial finalizó el año con una disminución de 4,6%. y la industria siderúrgica retrocedió 14,2% internanual.
El aumento de las importaciones durante su gestión fue tema de controversia. El sitio de fact checking Chequeado confirmó las palabras del ministro, señalando que según datos del Banco Mundial, la Argentina era por entonces el tercer país del mundo con menor volumen de importaciones, detrás de Sudán y Nigeria.
Tras su salida del ministerio, fue nombrado por Mauricio Macri como presidente del Banco de Inversión y Comercio Exterior (BICE). Permaneció en el cargo hasta diciembre de 2019. dónde lanzo un bono sostenible la gestión al frente del BICE estuvo marcada por el crecimiento de los pasivos del  banco y un aumento del déficit, llegando a registrar a fines de 2019 la mayor pérdida de su historia, 8.501 millones de pesos. Durante esta etapa se produjo una concentración de los créditos en pocas empresas siendo investigado posteriormente el crédito que el BICE le otorgó durante la etapa de Cabrera a la aceitera Vicentin, una de las principales empresas financistas de la campaña de Mauricio Macri envuelta en un escándalo por los desembolsos de dinero que le hicieron entidades públicas.
Durante su gestión se produjo escasez, desabastecimiento y fuertes subas de productos esenciales entre ellos aceite, manteca, leche etc.denuncias de venta de aceite en algunos locales condicionada a la adquisición de otro producto,y una caída d ella inversión.

### Actualidad
En octubre de 2022, Cabrera participó en el Coloquio IDEA, del Instituto para el Desarrollo Empresarial de la Argentina
En las elecciones de 2023 apoyó a a Patricia Bullrich, presidente de PRO. En la instancia de balotaje, con su partido dividido, apoyó a Javier Milei quién lo mencionó como posible miembro del gabinete y aunque finalmente no lo integró, se sumaron al gobierno varios integrantes de su equipo.

## Controversias
En 2011, Cabrera fue señalado por la Defensora Adjunta del Pueblo de la Ciudad de Buenos Aires como presunto responsable de emplear personal de la ciudad en relación de dependencia contra la legislación laboral vigente.
En 2014, un informe de la Auditoría General de la Ciudad señaló irregularidades de la Dirección General de Concesiones, que depende del Ministerio de Desarrollo. A raíz de esto, los legisladores del bloque Verde-Alameda, Pablo Bergel y Gustavo Vera, y el legislador Facundo Di Filippo presentaron una denuncia contra Cabrera y el exdirector de Concesiones Gabriel Astarloa.
En 2015, el ministro Cabrera y el subsecretario Ezequiel Sabor fueron denunciados por irregularidades en Iron Mountain.
La investigación posterior desestimó las acusaciones contra Cabrera.
En 2020, Francisco Cabrera y su sucesor Dante Sica fueron relacionados con un presunto sistema de recaudación ilegal a partir de una denuncia al exfuncionario Rodrigo Sbarra. Si bien se hizo mención de los exministros en la cobertura periodística del caso, la denuncia del diputado del Frente de Todos Rodolfo Tailhade 
o señala a Cabrera y a Sica entre los presuntos responsables de este entramado.